# Football League Two 2012-13
La Football League Two 2012/13 fue la novena temporada de la cuarta división inglesa, desde su creación en 2004.
Un total de 24 equipos participaron en la competición, incluyendo 18 equipos de la Football league two 2011/2012, 2 que asciendan de la Conference National y 3 que desciendan de la Football League One 2011/12. 

## Equipos participantes

### Ascensos y descensos
| Pos | a Football League One       |
| --- | --------------------------- |
| 1º  | Swindon Town                |
| 2º  | Shrewsbury Town             |
| 3º  | Crawley Town                |
| 7º  | Crewe Alexandra (Promoción) |

| Pos | a Football League Two |
| --- | --------------------- |
| 21º | Wycombe Wanderers     |
| 22º | Chesterfield          |
| 23º | Exeter City           |
| 24º | Rochdale              |

| Pos | a Football League Two |
| --- | --------------------- |
| 1º  | Fleetwood Town        |
| 4º  | York City (Promoción) |

| Pos | a Conference National |
| --- | --------------------- |
| 23º | Hereford United       |
| 24º | Macclesfield Town     |

## Clubes
| Club                 | Posición final en la temporada pasada                              | Edad del club |
| -------------------- | ------------------------------------------------------------------ | ------------- |
| Accrington Stanley   | 14º                                                                | 57 años       |
| AFC Wimbledon        | 16tº                                                               | 23 años       |
| Aldershot Town       | 11º                                                                | 33 años       |
| Barnet               | 22º                                                                | 137 años      |
| Bradford City        | 18º                                                                | 122 años      |
| Bristol Rovers       | 13º                                                                | 142 años      |
| Burton Albion        | 17º                                                                | 75 años       |
| Cheltenham Town      | 6º                                                                 | 138 años      |
| Chesterfield         | 22º en la League One                                               | 157 años      |
| Dagenham & Redbridge | 19º                                                                | 33 años       |
| Exeter City          | 23º en la League One                                               | 121 años      |
| Fleetwood Town       | Campeón de la Conference National                                  | 117 años      |
| Gillingham           | 8º                                                                 | 132 años      |
| Morecambe            | 15º                                                                | 105 años      |
| Northampton Town     | 20º                                                                | 128 años      |
| Oxford United        | 9º                                                                 | 132 años      |
| Plymouth Argyle      | 21º                                                                | 139 años      |
| Port Vale            | 12º                                                                | 149 años      |
| Rochdale             | 24º en la League One                                               | 118 años      |
| Rotherham United     | 10º                                                                | 137 años      |
| Southend United      | 4º                                                                 | 119 años      |
| Torquay United       | 5º                                                                 | 126 años      |
| Wycombe Wanderers    | 21º en la League One                                               | 138 años      |
| York City            | 4º en la Conference National (ganador de los play-offs de ascenso) | 103 años      |

## Clasificación
Actualizado al 27 de abril de 2013.
|  |     | Equipos de fútbol  | PJ | G  | E  | P  | GF | GC | Dif | Pts |
|  | --- | ------------------ | -- | -- | -- | -- | -- | -- | --- | --- |
|  | 1.  | Gillngham FC       | 46 | 23 | 14 | 9  | 66 | 39 | +27 | 83  |
|  | 2.  | Rotherham United   | 46 | 24 | 7  | 15 | 74 | 59 | +15 | 79  |
|  | 3.  | Port Vale          | 46 | 21 | 15 | 10 | 87 | 52 | +35 | 78  |
|  | 4.  | Burton Albion      | 46 | 22 | 10 | 14 | 71 | 65 | +6  | 76  |
|  | 5.  | Cheltenham Town    | 46 | 20 | 15 | 11 | 58 | 51 | +7  | 75  |
|  | 6.  | Northampton Town   | 46 | 21 | 10 | 15 | 64 | 55 | +9  | 73  |
|  | 7.  | Bradford City      | 46 | 18 | 15 | 13 | 63 | 52 | +11 | 69  |
|  | 8.  | Chesterfield       | 46 | 18 | 13 | 15 | 60 | 45 | +15 | 67  |
|  | 9.  | Oxford United      | 46 | 19 | 8  | 19 | 60 | 61 | -1  | 65  |
|  | 10. | Exeter City        | 46 | 18 | 10 | 18 | 63 | 62 | +1  | 64  |
|  | 11. | Southend United    | 46 | 16 | 13 | 17 | 61 | 55 | +6  | 61  |
|  | 12. | Rochdale           | 46 | 16 | 13 | 17 | 68 | 70 | -2  | 61  |
|  | 13. | Fleetwood Town     | 46 | 15 | 15 | 16 | 55 | 57 | -2  | 60  |
|  | 14. | Bristol Rovers     | 46 | 16 | 12 | 18 | 60 | 69 | -9  | 60  |
|  | 15. | Wycombe Wanderers  | 46 | 17 | 9  | 20 | 50 | 60 | -10 | 60  |
|  | 16. | Morecambe          | 46 | 15 | 13 | 18 | 55 | 61 | -6  | 58  |
|  | 17. | York City          | 46 | 12 | 19 | 15 | 50 | 60 | -10 | 55  |
|  | 18. | Accrington Stanley | 46 | 14 | 12 | 20 | 51 | 68 | -17 | 54  |
|  | 19. | Torquay United     | 46 | 13 | 14 | 19 | 55 | 62 | -7  | 53  |
|  | 20. | AFC Wimbledon      | 46 | 14 | 11 | 21 | 54 | 76 | -22 | 53  |
|  | 21. | Plymouth Argyle    | 46 | 13 | 13 | 20 | 46 | 55 | -9  | 52  |
|  | 22. | Dag & Red          | 46 | 13 | 12 | 21 | 55 | 62 | -7  | 51  |
|  | 23. | Barnet             | 46 | 13 | 12 | 21 | 47 | 59 | -12 | 51  |
|  | 24. | Aldershot Town     | 46 | 11 | 15 | 20 | 42 | 60 | -18 | 48  |

|  | Asciende a la Football League One 2013/14.  |
|  | Clasificado para los play-off de ascenso.   |
|  | Desciende a la Conference National 2013/14. |

- Datos: Q2616351